# Großer Belgerkopf
Der Große Belgerkopf ist ein 499,9 m ü. NHN hoher Berg der Söhre (Teilgebiet Stiftswald Kaufungen) in den Gemeindegebieten von Helsa und Kaufungen im nordhessischen Landkreis Kassel.

## Geographische

### Lage
Der Große Belgerkopf erhebt sich im Geo-Naturpark Frau-Holle-Land (Werratal.Meißner.Kaufunger Wald) innerhalb des bewaldeten Stiftswalds Kaufungen. Sein Gipfel liegt rund 3,6 km westsüdwestlich des Kernorts von Helsa, 3,1 km nordwestlich von dessen Ortsteil Eschenstruth und etwa 3,5 km (jeweils Luftlinie) südlich von Oberkaufungen, dem Kernort von Kaufungen. Sein Südausläufer ist der Kleine Belgerkopf (ca. 490 m).

### Naturräumliche Zuordnung
Der Große Belgerkopf gehört in der naturräumlichen Haupteinheitengruppe Osthessisches Bergland (Nr. 35), in der Haupteinheit Fulda-Werra-Bergland (357) und in der Untereinheit Kaufunger Wald und Söhre (357.7) zum Naturraum Söhre (357.70). Seine Landschaft fällt nach Norden in der Haupteinheitengruppe Westhessisches Bergland (34), in der Haupteinheit Westhessische Senke (343) in die Untereinheit Kasseler Becken (343.3) ab.

### Berghöhe und -kuppen
Der Große Belgerkopf ist im Rahmen des zum Gemeindegebiet von Helsa gehörenden Gipfels seiner Ostkuppe 499,9 m hoch; seine rund 280 m entfernte Westkuppe, deren höchste Stelle etwa auf der Gemeindegrenze von Helsa nach Kaufungen liegt, ist 497,3 m hoch. Auf der Westkuppe steht die Gilsabuche.

### Fließgewässer
Auf der Nordflanke des Großen Belgerkopfs entspringen der Setzebach und dessen Kleinzufluss Ahlgraben und auf der gemeinsamen Ostflanke mit dem Kleinen Belgerkopf der Steinbach; beide sind Zuflüsse der Losse. Auf der gemeinsamen Westflanke entspringt mit dem Wahlebach (Fahrenbach) ein Zufluss der Fulda. Etwa 1,2 km (Luftlinie) nordöstlich des Berggipfels befinden sich am Michelskopf die Michelskopfseen.

## Erschließung
Zu erreichen ist der Große Belgerkopf nur auf Wanderwegen, zum Beispiel auf dem über die gipfelnahen östlichen Hochlagen verlaufenden Eder-Gelster-Weg, der die Eder im Westen und die Gelster im Osten miteinander verbindet.